# 중증외상센터 (드라마)
《중증외상센터》(영어: The Trauma Code: Heroes on call)는 넷플릭스에서 2025년 1월 24일 공개된 대한민국의 의학 드라마이다.

## 제작진

### 제작
- 권미경
- 박매희

### 연출
- 이도윤: 영화 〈좋은 친구들〉을 연출.

### 각본
- 최태강: tvN 수목 드라마〈아다마스〉를 집필.

## 등장인물

### 주요 인물
- 주지훈 : 백강혁 역
- 추영우 : 양재원 역
- 하영 : 천장미 역
- 윤경호 : 한유림 역
- 정재광 : 박경원 역

### 한국대학교병원

#### 수뇌부
- 김의성 : 최조은 역
- 김원해 : 홍재훈 역

#### 중증외상센터
- 박예니 : 송 아그네스 역
- 김윤정 : 홍윤정 역
- 장성윤 : 김성윤 역

#### 마취통증의학과
- 김충길 : 황선우 역 (별명 밤톨이)
- 민영 : 마태림 역

#### 병원 교수진
- 김병철[1] : 임민호 역
- 윤대열 : 정준수 역
- 성도현 : 신정우 역
- 윤성원 : 심재민 역
- 조정환 : 노준용 역
- 이주송[2][3] : 권학수 역

#### 기타 병원 인물
- 이정인 : 주형욱 역
- 권유준 : 강창수 역

### 그 외 인물
- 김선영 : 강명희 역
- 홍우진 :안중헌 역
- 박정윤 : 한지영 역
- 이철은 : 이철은 역
- 김재원 : 서동주 군의관 역 (7회~8회)
- 이세호 : 이현종 역
- 션 리차드[4] : 월터 역

### 단역
- 조재영 : 응급의학과 레지던트 역
- 오정우 : 응급의학과 인턴 역
- 방유인 : 방 간호사 역
- 박관우 : 응급실 간호사 1 역
- 장유정 : 응급실 간호사 2 역
- 권혜민 : 응급실 간호사 3 역
- 조훈 : 헬기 대원 역
- 이근후 : 헬기 기장 역
- 표기훈 : 방사선사 역

## 수상 목록
- 2025년 제61회 백상예술대상 방송부문 남자 최우수연기상 (주지훈)
- 2025년 2025 아시아 스타 엔터테이너 어워즈 글로벌 라이징 아티스트상 (추영우)
- 2025년 2025 아시아 스타 엔터테이너 어워즈 배우 부문 더 베스트 아티스트상 (추영우)
- 2025년 제4회 청룡시리즈어워즈 신인남우상 (추영우)
- 2025년 제4회 청룡시리즈어워즈 남우주연상 (주지훈)
- 2025년 제4회 청룡시리즈어워즈 드라마 부문 최우수 작품상 (중증외상센터)

## 참고사항
- 외상외과와 권역외상센터를 배경으로 한 세 번째 드라마 작품이다[5]
- 드라마와 다르게, 우리나라 현실에서는 중증외상 전문의 양성을 위한 수련센터(국내 유일)가 정부 예산 지원이 막히면서[6] 문을 닫게 되었고[7], 중증외상 전문의 자격 갱신을 포기하는 경우도 급증하는 등 안타까운 상황이 발생했다.[8]
- 넷플릭스 오리지널 한국 드라마 최초의 오리지널 의학 시리즈이다.[9]
- 드라마의 원작자가 현직 의사라서 고증이 완벽하다는 입소문이 무색하게, 중증 외상 센터 (드라마)는 무수히 많은 의학 고증 오류를 보이고 있다. 이러한 수많은 의학 고증 오류만 드라마 회차에 따라서 전문적으로 분석한 블로그가 존재하고 있을 정도 인데[10] , 드라마 연출을 맡은 감독은 한 인터뷰에서 "5화 이후부터는 고증 오류가 없다"고 주장하였다.[11]